# باري لوك
باري لوك هو محرر وسياسي أمريكي، ولد في 21 ديسمبر 1930 في بوسطن في الولايات المتحدة، وتوفي في 4 مارس 2007 في روكفيل في الولايات المتحدة.